# Офре, Ги
Ги Офре (фр. Guy Auffray; 8 февраля 1945, Дьене — 10 января 2021, Пуасси) — французский дзюдоист, чемпион (1971—1973), серебряный (1969—1971) и бронзовый (1976) призёр чемпионатов Франции, победитель и призёр международных турниров, чемпион (1971) и серебряный призёр (1973) чемпионатов Европы, серебряный (1972—1973) и бронзовый (1970—1971) призёр командных чемпионатов Европы, бронзовый призёр чемпионата мира 1971 года. Выступал в средней (до 80 кг) и абсолютной весовых категориях.